# آمال بنت الشيخ عبد الله
آمال بنت سيدي محمد ولد الشيخ عبد الله (15 أبريل 1980) هي خبيرة اقتصادية ووزيرة موريتانية سابقة تقلدت منصب وزيرة التعليم العالي والبحث العلمي من مايو 2021 حتى نهاية مارس 2022 في حكومة الوزير الأول محمد ولد بلال بتكليف من الرئيس محمد ولد الغزواني، وهي ابنة الرئيس الموريتاني السابع سيدي محمد ولد الشيخ عبد الله.
حصلت على شهادة الباكلوريا (الثانوية العامة) عام 1998 في شعبة العلوم الاقتصادية والاجتماعية من الثانوية الفرنسية بنواكشوط ثم حصلت على عدة شهادات جامعية من جامعة رانس الفرنسية ختمتها بدبلوم الدراسات المتخصصة في العلوم السياسية عام 2004.

بعد انتخاب والدها سيدي محمد ولد الشيخ عبد الله كأول رئيس مدني ينتخب لرئاسة موريتانيا عام 2007 كُلّفت بمسؤولية الإعلام والاتصال في الأمانة العامة برئاسة الجمهورية، وبعد الانقلاب المبكّر الذي أطاح بوالدها عام أغسطس 2008 لعبت دورا سياسيا وإعلاميا مهما خلال الأزمة التي تلت الانقلاب، ثمّ عُينت ناطقة رسمية باسم المرشح الرئاسي مسعود ولد بلخير الذي حلّ ثانيا في انتخابات 2009 التي كانت أول تجربة انتخابية تشهدها البلاد بعد الأزمة السياسية التي خلقتها الإطاحة بحكم والدها.